# Le Chillou
Le Chillou ist eine westfranzösische Gemeinde mit 164 Einwohnern (Stand: 1. Januar 2022) im Département Deux-Sèvres in der Region Nouvelle-Aquitaine. Sie gehört zum Arrondissement Parthenay und zum Kanton Le Val de Thouet.

## Lage
Le Chillou liegt etwa 28 Kilometer ostsüdöstlich von Bressuire und etwa 15 Kilometer nordnordöstlich von Parthenay. Umgeben wird Le Chillou von den Nachbargemeinden, Assais-les-Jumeaux im Norden und Osten, Pressigny im Südosten sowie Saint-Loup-Lamairé im Süden, Westen und Norden.

## Bevölkerungsentwicklung
| Jahr                       | 1962 | 1968 | 1975 | 1982 | 1990 | 1999 | 2006 | 2019 |
| Einwohner                  | 222  | 221  | 225  | 213  | 180  | 174  | 184  | 160  |
| Quellen: Cassini und INSEE |      |      |      |      |      |      |      |      |